# Rurutu
Pour l’article homonyme, voir Rurutu (Polynésie française).
Rurutu est une île située dans les îles Australes en Polynésie française. Elle est administrativement rattachée à la commune de Rurutu.

## Géographie

### Toponymie
Auparavant Rurutu a été appelée ’Eteroa. Rurutu viendrait de "Rurutu tu noa, i te ono a'e". Rurutu tu noa était le nom de la lance de guerre de "Iro i te pu manatu", guerrier Oropa'a débarqué vers le milieu du XIIIe siècle. De "ruru", se rassembler. "tu", sur le même pied, la répétition permet d'accentuer l'action. "noa", spontanément, toujours et encore. "i te ono a'e", ono, le barracuda. "a'e" furieux. La lance de guerre de Iro était aussi mortelle que le barracuda quand il chasse dans l'océan.

### Topographie

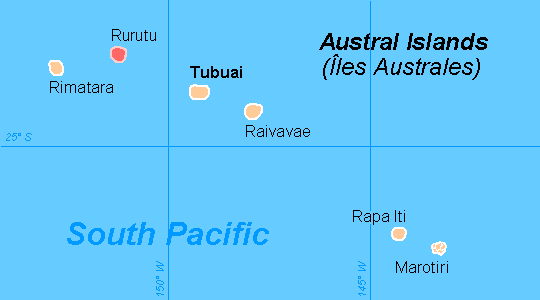
Localisation de Rurutu dans les îles Australes.

L'île volcanique de Rurutu est située à 150 km à l'est de Rimatara, l'île la plus proche, et à 572 km au sud de Tahiti. Mesurant environ 10 km de longueur et 3 km en largeur maximales, elle présente une surface de 32,3 km2 entourée d'un récif frangeant (mais est dépourvue de lagon) et un point culminant, le Manureva, s'élevant à 385 mètres.
Elle est située un peu au nord du tropique du Capricorne.

### Géologie
La géologie de Rurutu est originale. L'île est le produit, il y a 12 millions d'années, du point chaud du MacDonald. Pendant plus de 10 millions d'années, son affaissement a entraîné le processus de mise en place d'un atoll, mais il y a un peu plus d'un million d'années, l'île est passée sur un second point chaud, le mont Arago (Te Tuana'i), qui l'a exhaussée de 150 m supplémentaires. L'île est aujourd'hui cernée de manière discontinue par des falaises de corail soulevé, faisant d'elle un makatea, qui sont criblées de grottes tapissées de concrétions.
Trois sommets sont issus de ces mouvements géologiques : le Taatio'e (389 m), le Manureva (398 m) et Teapei (369 m). Ils entourent le plateau Tetuanui qui est un verger sur lequel se trouvent encore des plantations vivrières.

### Climat
Le climat est de type subtropical océanique, avec une dominante des alizés de l'est. De janvier à mars, les pluies sont abondantes et quasi quotidiennes.

### Milieux naturels et biodiversité

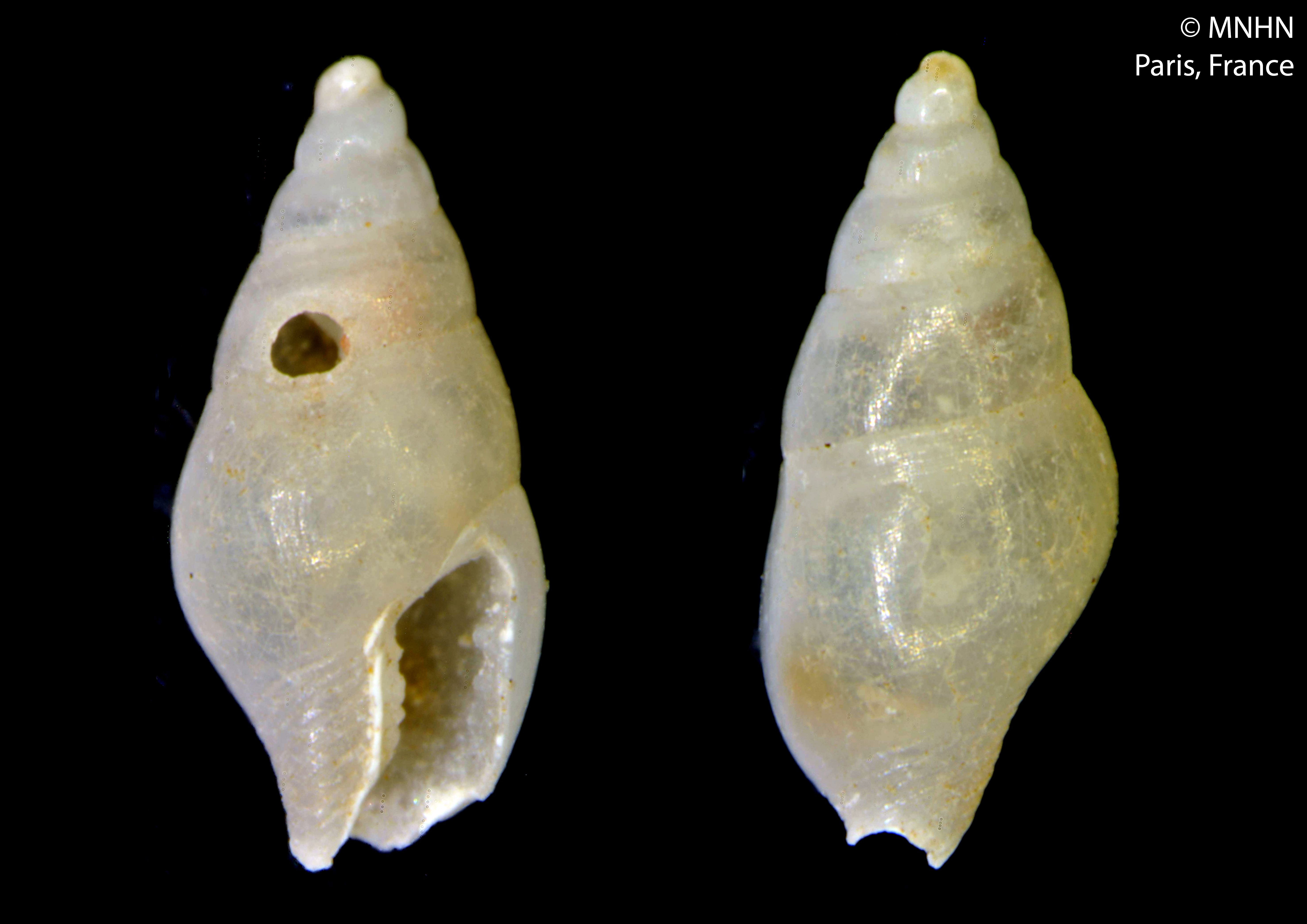
Mitrella rurutu découverte sur la côte sud de l'île en 2002. Photo Philipe Maestrati. Museum national d'histoire naturelle.

## Histoire

### Peuplement polynésien
Entre le Xe et XIIIe siècles, des navigateurs austronésiens venus de l'Ouest, les « Ati Aairi », des îles Tonga selon la tradition orale, débarquent à Rurutu, dans le district de Peva. Ces indigènes occuperont ensuite toute l'île. Au milieu du XIIIe siècle, une première incursion des Oropa'a, peuple venus de « Avai » (dans les Samoa), « Mairerua » (de Maupiti), et « Aunui » (peut-être Huahine), puis Raivavae, débarquent à Rurutu. Iro i te pu manatu est à leur tête. Vaincu, il s'en retourne à Raivavae mais laisse certains de ses compagnons sur l'île ; ils se nommeront « Ati Pa'a ». Au milieu du XVe siècle, Tupa'ea et ses « Te manu ura », des Oropa'a de Raivavae aussi, par Tubuai, débarquent à Rurutu. Vaincus une fois de plus, ils continuent leur chemin sur Rimatara, d'autres retournent sur Tubuai, certains restent à Rurutu. Enfin, au tout début du XVIe siècle, depuis Tubuai, Toamiriura s'installe à Rurutu et prend une femme indigène comme compagne. Il se fâche avec son beau-père pour une histoire de pêche, appelle à son secours ses familles de Tubuai. Roopuipuina, son père, chef des Tanete'e, des Oropa'a, Taneuapoto, chef des Ura, débarquent et massacrent les Aairi, indigènes de l'île. Les Aairi racontent : vaincus, ils ont voulu retourner sur les terres des ancêtres à Tongatapu, mais les vents et les courants nous ont porté en Nouvelle-Zélande. À Rurutu, c'est le début de guerres tribales qui s'achèveront vers le milieu du XVIIIe siècle, quand les Ura de Vitaria vaincront les Tanete'e d'Avera dans la grotte Aupoiri, sur la terre Ana a'eo.
Le site ancien le plus important qui ait été exploré est celui de Vitaria, sur la côte nord-est de l'île, entre Avera et l'aérodrome.

### Découverte par les Européens

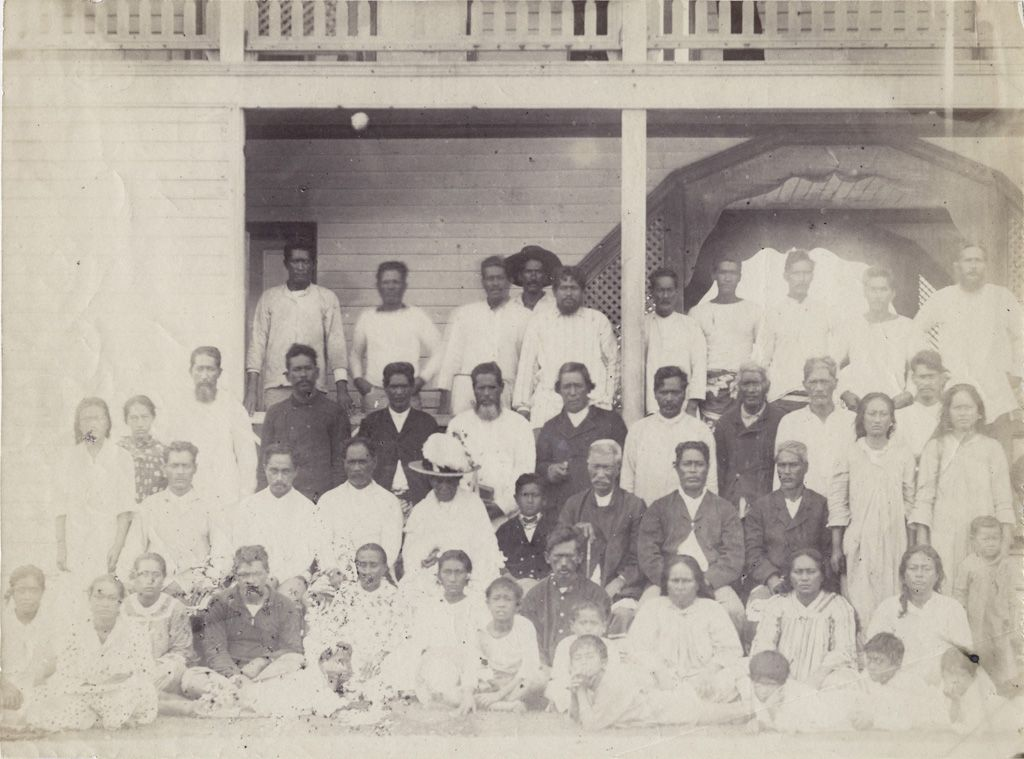
Famille royale et chefs de Rurutu, vers 1889.

La première notification de l'île par un Européen est due à l'explorateur britannique James Cook, qui la découvre le 13 août 1769, sans pouvoir y débarquer en raison des difficultés d'abordage et de l'attitude des habitants qui parut hostile,. En 1821, des missionnaires de la London Missionary Society, déjà bien installés à Tahiti, s'implantent dans l'archipel des Australes et notamment à Rurutu De 1852 à 1889, il existe un royaume de Rurutu.

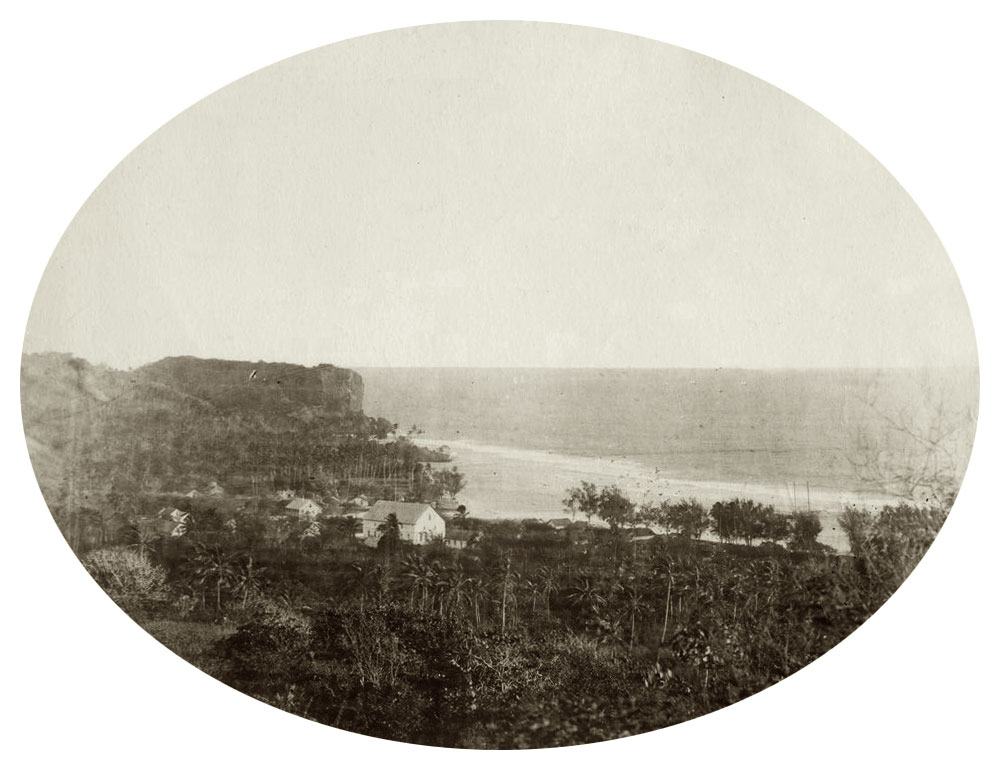
"Village royal de Rurutu", 1889.

Tandis que la France établit son protectorat sur le royaume de Tahiti (1842) après avoir pris le contrôle des îles Marquises. Rurutu reste indépendante jusqu'en 1889 qui marque l'entrée des Australes sous le protectorat français avant l'annexion officielle en 1900. « Les lois françaises sont trop compliquées pour vous, vous ne pourriez les comprendre, gardez vos lois et restez les chefs de vos îles », dit le gouverneur Gallet lors de l'annexion de 1900. Il faut attendre 1946 et le changement de statut de colonie à Territoire d'Outre-Mer pour que les lois françaises soient appliquées à Rurutu et Rimatara.

### Période contemporaine
Entre 1951 et 1956, Rurutu est le lieu de résidence du navigateur Éric de Bisschop, chargé d'en établir le cadastre. Après sa mort dans les îles Cook lors de l'expédition des Tahiti Nui (1956-1958), il est rapatrié sur l'île et inhumé au cimetière de Moerai.
À la création des communes de Polynésie française, en 1972, Toromona à Teuruarii, chef coutumier de l'île, descendant des familles royales, devient le premier maire de Rurutu. C'est à cette époque que l'île voit un développement avec la construction d'une route de ceinture et de deux voies traversières reliant les trois villages sous l'effet de l'augmentation de sa population notamment avec l'arrivée de flux migratoires en provenance de Makatea dans les Tuamotu, Papeete, mais aussi Nouméa en Nouvelle-Calédonie.
L'héritier direct des rois de l'île, le prince de Rurutu, ancien élève de Saint-Cyr, colonel dans l'armée française, a préféré garder l'anonymat plutôt que de retourner dans une île qu'il a quittée enfant.
Le président François Mitterrand fait une visite sur l'île en 1990, ce qui a eu un certain impact sur le développement du tourisme local.

## Démographie
En 2007, l'ensemble de la commune compte 2 089 habitants résidant principalement dans les trois villages que sont Moerai (au nord-est ; 978 habitants), Avera (à l'ouest ; 740 habitants), et Hauti (à l'est ; 371 habitants) ainsi que dans les deux plus petits que sont Narui et Naairoa (tous deux situés à la pointe sud).

## Économie

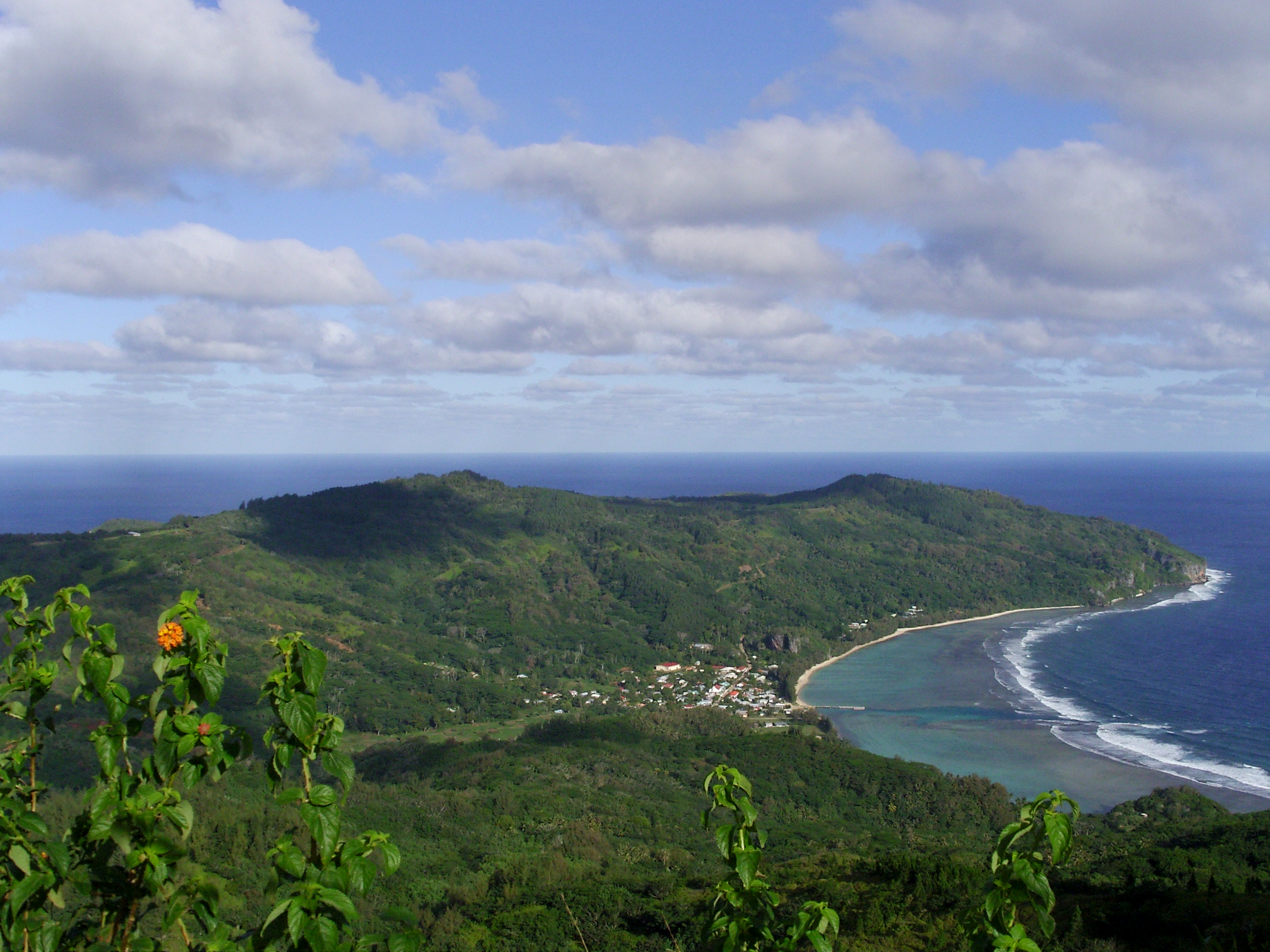
La baie du village d'Avera depuis le mont Manureva.

Rurutu est réputée en Polynésie française pour son artisanat, la vannerie et notamment le travail de la fibre du pandanus qui assure à de nombreuses familles de l'île des revenus non négligeables.
L'agriculture et la pêche restent d'autosuffisance (notamment avec la culture du taro en plantations collectives).
Le café est également cultivé mais en déclin : 100 tonnes par an dans les années 1960, 3 tonnes en 1997 ; variétés Red Caturra puis Catimor. La production concernait 70 hectares, avec 60 planteurs.
Le tourisme commence à se développer. Rurutu est en effet devenue en quelques années l'île aux baleines. De juillet à octobre, elles viennent se reproduire à quelques encablures du rivage, attirant une clientèle internationale. L'authenticité de l'île, sa culture préservée, ses plages de sable blanc – Naairoa, Avera et Arei –, sa flore tropicale et ses grottes attirent aujourd'hui une clientèle à l'année.
L'île possède un aérodrome avec une piste longue de 1 400 mètres et participant aux échanges avec le reste de la Polynésie et à l'essor de l'activité touristique. Il accueille, en moyenne, environ 600 vols et 18 000 à 22 000 passagers par an, dont un quart en transit.

## Culture

### Langue
La langue parlée à Rurutu est une variante des langues australes, le reo rurutu, assez différent du tahitien. Le français y est la langue officielle, comme dans l'ensemble de la Polynésie française.
En 2020-2021, les écoles de l'île expérimentent un projet de bilinguisme dans le cadre duquel le reo rurutu et le français sont enseignés à parité horaire dans les classes de maternelle et de primaire.

### Traditions
Chaque année, en janvier, a lieu le Tere, une sorte de pèlerinage pendant lequel la population effectue un tour de l’île à pied ou à cheval et évoque les légendes ancestrales.
L'île est connue pour le culte du dieu A'a, dont la statue découverte à Rurutu est appartient au British Museum à Londres.

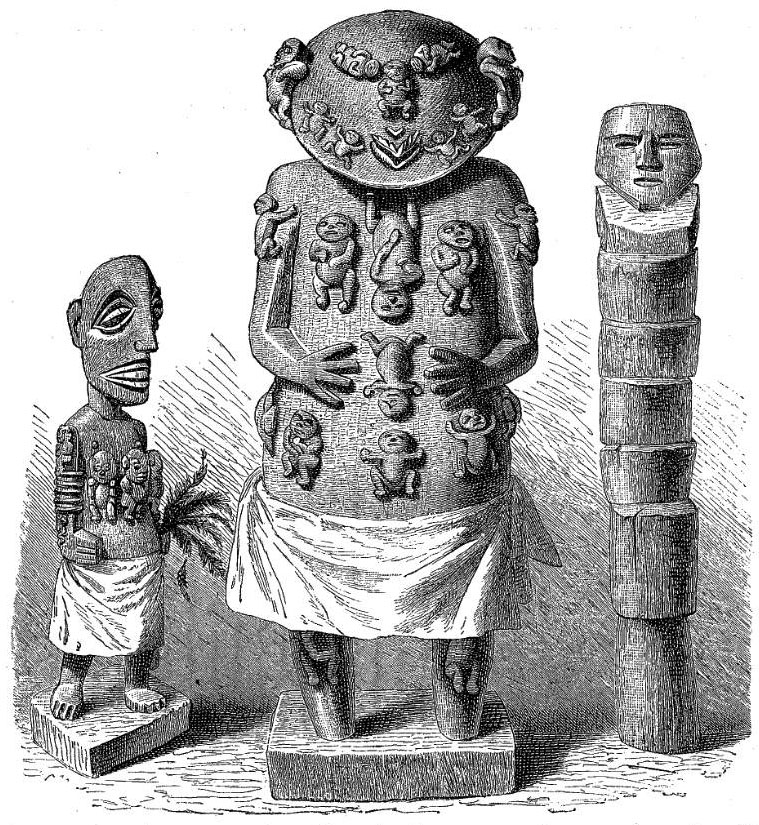
Friedrich Ratzel, 1904
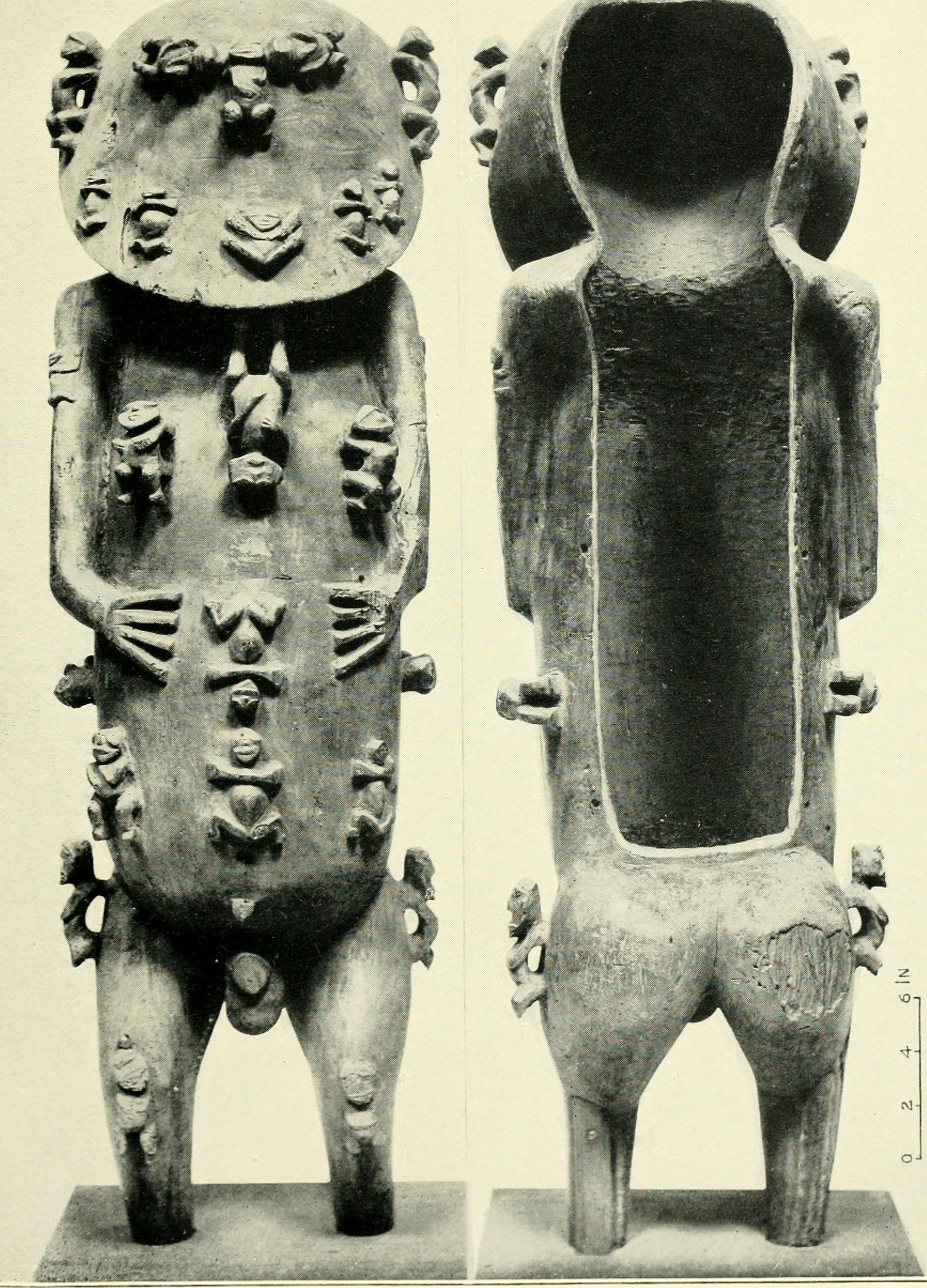
A'a
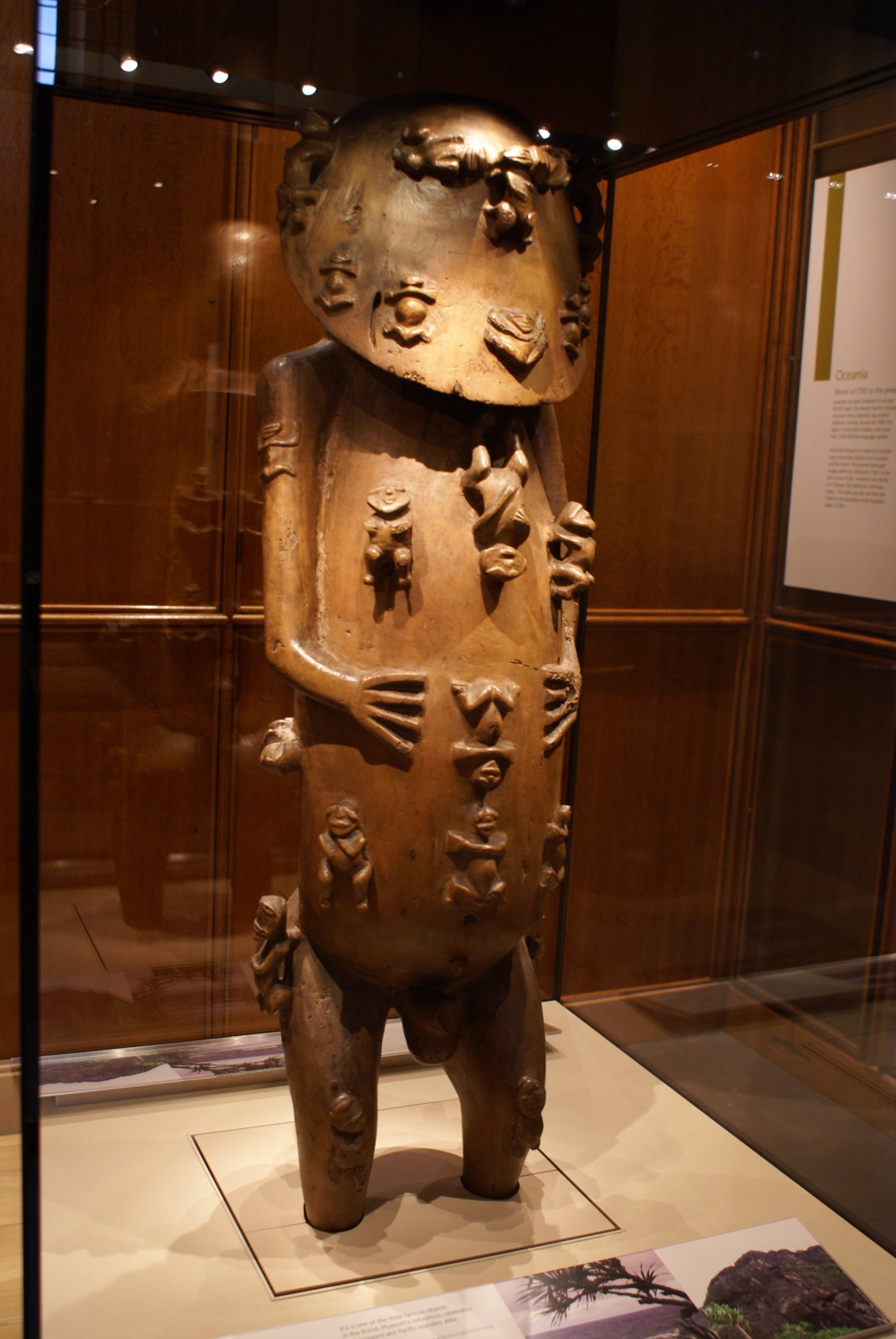
Statue du dieu A'a, conservée au British Museum

### Personnalités liées à l'île
- Michel Bourez, surfeur professionnel né le 30 décembre 1985 à Rurutu
- Nat Mara, chef de troupe et musicien né à Rurutu en 1922 et décédé à Auckland en 1986.
- Taaria Walker dite Pare, femme de lettres née à Rurutu en 1930 et décédée à Pirae en 2018.
- Vaiere Mara, sculpteur né dans la commune d'Avera à Rurutu en 1936 et décédé à Tahiti en 2005.
- Olivier Lenoir, chef de troupe et chorégraphe né à Rurutu en 1970.
- Voltina Dauphin, membre de l'Académie tahitienne originaire de Rurutu[17].
- Pierre Vérin, anthropologue, archéologue et linguiste. Il a publié une thèse qui est un travail de référence sur l'histoire et l'archéologie de l'île avant l'arrivée des Européens.